# Горските мечоци: Див свят
„Горските мечоци: Див свят“ (на китайски: 熊出没·狂野大陆) е китайска компютърна анимация от 2021 г. и е седмият пълнометражен филм от поредицата „Горските мечоци“. Оригинално е планиран да излезе по кината на 25 януари 2020 г., но е отменен заради пандемията от COVID-19 и в крайна сметка е пуснат в Континенталния Китай на 12 февруари 2021 г. (Китайската Нова Година).
В България филмът е пуснат по кината на 21 януари 2022 г. от „Про Филмс“.

### Синхронен дублаж
| Роля    | Изпълнител             |
| ------- | ---------------------- |
| Вик     | Сотир Мелев            |
| Брайър  | Стефан Сърчаджиев-Съра |
| Брембъл | Радослав Рачев         |
| Реймънд | Марио Иванов           |
| Лили    | Ива Стоянова           |
| Леон    | Константин Лунгов      |
| Шърли   | Елена Грозданова       |
| Том     | Росен Русев            |

| Обработка           | Студио „Про Филмс“ |
| ------------------- | ------------------ |
| Режисьор на дублажа | Ангелина Русева    |
| Тонрежисьор         | Станислав Донев    |
| Преводач            | Габриела Георгиева |